# Joseph Vissers
Joseph 'Jos' Vissers (* 28. November 1928; † 18. April 2006 in Turnhout) war ein belgischer Boxer.
Vissers war Europameister 1947 und Silbermedaillengewinner der Olympischen Spiele 1948 jeweils im Leichtgewicht (bis 61,2 kg). Er ist damit der letzte belgische Boxer, der eine Medaille bei den Olympischen Spielen gewann.
1948 wurde Vissers Profi, konnte aber nur sechs seiner 14 Kämpfe gewinnen. 1951 beendete er seine Karriere.
2006 verstarb Vissers im Alter von 77 Jahren in seinem Haus in Turnhout.

## Quelle
- amateur-boxing.strefa.pl

| Personendaten    | Personendaten            |
| ---------------- | ------------------------ |
| NAME             | Vissers, Joseph          |
| ALTERNATIVNAMEN  | Vissers, Jos (Spitzname) |
| KURZBESCHREIBUNG | belgischer Boxer         |
| GEBURTSDATUM     | 28. November 1928        |
| STERBEDATUM      | 18. April 2006           |
| STERBEORT        | Turnhout                 |